# Cylindrosporium
Cylindrosporium is een geslacht van schimmels uit de familie Ploettnerulaceae. De typesoort is Cylindrosporium concentricum.

## Soorten
Volgens Index Fungorum telt het geslacht 242 soorten (peildatum maart 2022):
| Soortnaam                           | Auteur(s)                            | Publicatiejaar |
| ----------------------------------- | ------------------------------------ | -------------- |
| Cylindrosporium acaciae             | Anahosur                             | 1969           |
| Cylindrosporium acerinum            | Tracy & Earle                        | 1895           |
| Cylindrosporium aceris              | Kuhnh.-Lord. & J.P. Barry            | 1949           |
| Cylindrosporium aceris-obtusati     | Bubák                                | 1915           |
| Cylindrosporium acicola             | Bres.                                | 1894           |
| Cylindrosporium acori               | Peck                                 | 1894           |
| Cylindrosporium albanicum           | (Petr.) Vassiljevsky                 | 1950           |
| Cylindrosporium allii               | Annal.                               | 1972           |
| Cylindrosporium alni                | Dearn. & Barthol.                    |                |
| Cylindrosporium amaranthi           | H.Y. Wang, Z.Y. Zhang & Ying Y. Wang | 2014           |
| Cylindrosporium andropogonis        | R. Sprague & Rogerson                | 1956           |
| Cylindrosporium angustifoliae       | Ellis & Kellerm.                     | 1886           |
| Cylindrosporium aquaticum           | (Roum. & Fautrey) Sacc.              | 1892           |
| Cylindrosporium aquilinum           | (Pass.) J.C. Gilman & W.A. Archer    | 1929           |
| Cylindrosporium arbuti              | Vienn.-Bourg.                        | 1947           |
| Cylindrosporium aroniae             | Sacc.                                | 1920           |
| Cylindrosporium artemisiae          | Dearn. & Barthol.                    | 1917           |
| Cylindrosporium arundinaceum        | Moesz & Smarods                      | 1941           |
| Cylindrosporium asphodeli           | Kuhnh.-Lord. & J.P. Barry            | 1949           |
| Cylindrosporium associata           | Bubák                                | 1904           |
| Cylindrosporium astrantiae          | Ibrah.                               | 1955           |
| Cylindrosporium atragenes           | Bres.                                | 1926           |
| Cylindrosporium aureum              | Speg.                                | 1886           |
| Cylindrosporium australe            | Speg.                                | 1880           |
| Cylindrosporium balsamorrhizae      | Solheim                              | 1970           |
| Cylindrosporium bambusae            | I. Miyake & Hara                     | 1910           |
| Cylindrosporium baptisiae           | Oudem.                               | 1905           |
| Cylindrosporium basiplanum          | Vassiljevsky                         | 1950           |
| Cylindrosporium baudysianum         | Sacc.                                | 1914           |
| Cylindrosporium berberidis          | M.T. Lucas & Sousa da Câmara         | 1955           |
| Cylindrosporium betulae             | Davis                                | 1909           |
| Cylindrosporium bombycinum          | Kalani                               | 1963           |
| Cylindrosporium brevispinum         | Dearn.                               | 1924           |
| Cylindrosporium burkei              | W.B. Cooke & C.G. Shaw               | 1952           |
| Cylindrosporium calamagrostidis     | Ellis & Everh.                       | 1894           |
| Cylindrosporium californicum        | Earle                                | 1905           |
| Cylindrosporium camelliae           | Gonz. Frag.                          | 1924           |
| Cylindrosporium canadense           | Vassiljevsky                         | 1950           |
| Cylindrosporium cannabinum          | Ibrah.                               | 1955           |
| Cylindrosporium carpogenum          | Vassiljevsky                         | 1950           |
| Cylindrosporium casaresii           | Gonz. Frag.                          | 1918           |
| Cylindrosporium cassiae             | Chipl.                               | 1970           |
| Cylindrosporium castaneae           | (Lév.) Krenner                       | 1944           |
| Cylindrosporium celtidis            | Earle                                | 1897           |
| Cylindrosporium cercosporoides      | Ellis & Everh.                       | 1887           |
| Cylindrosporium cerris              | (Kabát & Bubák) Bubák                | 1915           |
| Cylindrosporium cervinum            | (Speg.) J. Schröt.                   | 1897           |
| Cylindrosporium chaerophylli        | Bres.                                | 1926           |
| Cylindrosporium changbai-pini       | G.Z. Wang                            | 1983           |
| Cylindrosporium cisti               | Gonz. Frag.                          | 1921           |
| Cylindrosporium clematidis          | Ellis & Everh.                       | 1887           |
| Cylindrosporium colchici            | Sacc.                                | 1884           |
| Cylindrosporium consociatum         | Dearn.                               | 1924           |
| Cylindrosporium convolvuli          | Miura                                | 1928           |
| Cylindrosporium convolvulicola      | Vassiljevsky                         | 1950           |
| Cylindrosporium corni               | Solheim                              | 1950           |
| Cylindrosporium coryli              | Ibrah. & T.M. Achundov               | 1955           |
| Cylindrosporium crataeginum         | Erdoğdu & Hüseyın                    | 2007           |
| Cylindrosporium cuscutae            | Rudakov                              | 1963           |
| Cylindrosporium cylindrospora       | Unger                                |                |
| Cylindrosporium cynanchi            | Ibrah. & T.M. Achundov               | 1955           |
| Cylindrosporium dearnessii          | Ellis & Everh.                       | 1891           |
| Cylindrosporium defolians           | (Harkn.) Vassiljevsky                | 1950           |
| Cylindrosporium defoliatum          | Heald & F.A. Wolf                    | 1911           |
| Cylindrosporium dichanthii          | T.S. Ramakr. & K. Ramakr.            | 1950           |
| Cylindrosporium dictamni            | (Fuckel) Lebedeva                    | 1926           |
| Cylindrosporium diemalis            | B.B. Higgins                         | 1914           |
| Cylindrosporium eleocharidis        | Lentz                                | 1962           |
| Cylindrosporium eminens             | Davis                                | 1919           |
| Cylindrosporium ephedrae            | Golovin                              | 1950           |
| Cylindrosporium epilobianum         | Sacc. & Fautrey                      | 1900           |
| Cylindrosporium equiseti            | W.C. Liu & R.L. Bai                  | 2001           |
| Cylindrosporium eremodauci          | Annal.                               | 1972           |
| Cylindrosporium eryngii             | Ellis & Kellerm.                     | 1887           |
| Cylindrosporium eryngiicola         | Vassiljevsky                         | 1950           |
| Cylindrosporium eugeniicola         | Bat. & Peres                         | 1964           |
| Cylindrosporium excipuliforme       | Vassiljevsky                         | 1950           |
| Cylindrosporium exiguum             | Syd. & P. Syd.                       | 1913           |
| Cylindrosporium fairmanianum        | Sacc.                                | 1908           |
| Cylindrosporium falcariae           | Lobik                                | 1928           |
| Cylindrosporium fasciculatum        | Richon                               | 1889           |
| Cylindrosporium ferulinum           | Tartenova                            | 1971           |
| Cylindrosporium fraserae            | Wehm.                                | 1946           |
| Cylindrosporium fraserae            | W.B. Cooke & C.G. Shaw               | 1952           |
| Cylindrosporium fraxinicola         | Dearn. & House                       | 1925           |
| Cylindrosporium fusarioides         | (Sacc.) Vassiljevsky                 | 1950           |
| Cylindrosporium garbowskii          | Vassiljevsky                         | 1950           |
| Cylindrosporium glyceriae           | Ellis & Everh.                       | 1894           |
| Cylindrosporium glycyrrhizae        | Harkn.                               | 1884           |
| Cylindrosporium gnaphaliicola       | G.F. Atk.                            | 1897           |
| Cylindrosporium golenkinianthes     | Annal.                               | 1974           |
| Cylindrosporium gorlenkovii         | Annal.                               | 1972           |
| Cylindrosporium griseum             | Heald & F.A. Wolf                    | 1911           |
| Cylindrosporium guttatum            | G. Winter                            | 1887           |
| Cylindrosporium gypsophilae         | Annal.                               | 1977           |
| Cylindrosporium gyrocarpi           | Syd. & P. Syd.                       | 1913           |
| Cylindrosporium hamatum             | Bres.                                | 1892           |
| Cylindrosporium hansenii            | Bubák                                | 1915           |
| Cylindrosporium humuli              | Ellis & Everh.                       | 1887           |
| Cylindrosporium infuscans           | Ellis & Everh.                       | 1902           |
| Cylindrosporium insularum           | Roldan                               | 1938           |
| Cylindrosporium interstitiale       | H.C. Greene                          | 1953           |
| Cylindrosporium irregulare          | (Peck) Dearn.                        | 1923           |
| Cylindrosporium jacaratia           | Viégas                               | 1946           |
| Cylindrosporium juglandis           | F.A. Wolf                            | 1914           |
| Cylindrosporium kelloggii           | Ellis & Everh.                       | 1897           |
| Cylindrosporium kilimandscharicum   | Allesch.                             | 1895           |
| Cylindrosporium komarowii           | Jacz.                                | 1900           |
| Cylindrosporium kuznetzovianum      | Pisareva                             | 1971           |
| Cylindrosporium lactucicola         | Ellis & Everh.                       | 1893           |
| Cylindrosporium lathyri             | Bubák & Kabát                        | 1907           |
| Cylindrosporium latifolium          | Magnus                               | 1900           |
| Cylindrosporium levistici           | J. Schröt.                           | 1897           |
| Cylindrosporium libanotidis         | Schwarzman & Vasyag.                 | 1971           |
| Cylindrosporium lippiae             | Heald & F.A. Wolf                    | 1911           |
| Cylindrosporium lutescens           | B.B. Higgins                         | 1914           |
| Cylindrosporium malisoricum         | Bubák                                | 1906           |
| Cylindrosporium mappiae             | Thirum. & Naras.                     | 1950           |
| Cylindrosporium marrubii            | (C. Massal.) J. Schröt.              | 1897           |
| Cylindrosporium matricariae         | Died.                                | 1914           |
| Cylindrosporium melissae            | C. Massal.                           | 1889           |
| Cylindrosporium melitense           | Sacc.                                | 1914           |
| Cylindrosporium mespili             | Woron.                               | 1927           |
| Cylindrosporium microspermum        | (Speg.) Sacc.                        | 1880           |
| Cylindrosporium microspilum         | Sacc. & G. Winter                    | 1884           |
| Cylindrosporium montenegrinum       | Bubák                                | 1915           |
| Cylindrosporium muscaris            | Annal.                               | 1981           |
| Cylindrosporium nanum               | Cooke                                | 1886           |
| Cylindrosporium negundinis          | Ellis & Everh.                       | 1894           |
| Cylindrosporium nepetae             | Annal.                               | 1972           |
| Cylindrosporium nevodovskii         | Vasyag.                              | 1971           |
| Cylindrosporium niveum              | Unger                                | 1833           |
| Cylindrosporium niveum              | Berk. & Broome                       | 1875           |
| Cylindrosporium nuttalliae          | (Harkn.) Dearn.                      | 1924           |
| Cylindrosporium obtusum             | McAlpine ex H.J. Swart & M.A. Will.  | 1983           |
| Cylindrosporium onobrychidis        | (P. Syd.) Died.                      | 1912           |
| Cylindrosporium orchis              | Annal.                               | 1975           |
| Cylindrosporium oreoweisiae         | Gonz. Frag.                          | 1922           |
| Cylindrosporium orni                | (Pass.) Peglion                      | 1929           |
| Cylindrosporium orobicola           | (Sacc.) Bubák                        | 1907           |
| Cylindrosporium ostryae             | Woron.                               | 1927           |
| Cylindrosporium oxalidis            | Trail                                | 1887           |
| Cylindrosporium oxyriae             | Vasyag.                              | 1971           |
| Cylindrosporium paludosum           | J. Schröt.                           | 1894           |
| Cylindrosporium parvum              | P.J. Anderson                        | 1918           |
| Cylindrosporium pentagynae          | Ibrah.                               | 1955           |
| Cylindrosporium petastomum          | Viégas                               | 1946           |
| Cylindrosporium phaceliae           | Ellis & Everh.                       | 1893           |
| Cylindrosporium phalaenopsidis      | Sawada                               | 1931           |
| Cylindrosporium phalaridis          | Sacc. & Dearn.                       | 1915           |
| Cylindrosporium phaseoli            | Rabenh.                              | 1857           |
| Cylindrosporium phillyreae          | Bernaux                              | 1965           |
| Cylindrosporium phyteumatis         | (Sacc. & G. Winter) J. Schröt.       | 1897           |
| Cylindrosporium pimpinellae         | C. Massal.                           | 1890           |
| Cylindrosporium pisi                | G. Berger                            | 1938           |
| Cylindrosporium platanoidis         | (Allesch.) Died.                     | 1912           |
| Cylindrosporium pollaccii           | Turconi                              | 1911           |
| Cylindrosporium polygalae           | J. Schröt.                           | 1897           |
| Cylindrosporium polygoni            | Ibrah. & T.M. Achundov               | 1955           |
| Cylindrosporium pomicola            | Vassiljevsky                         | 1950           |
| Cylindrosporium populinum           | (Peck) Vassiljevsky                  | 1950           |
| Cylindrosporium potebniae           | Vassiljevsky                         | 1950           |
| Cylindrosporium potentillae         | Ibrah.                               | 1955           |
| Cylindrosporium pruinosum           | (Zaprom.) Vassiljevsky               | 1950           |
| Cylindrosporium pruni               | (P. Syd.) Died.                      | 1915           |
| Cylindrosporium pruni-tomentosae    | Miura                                | 1928           |
| Cylindrosporium prunophorae         | B.B. Higgins                         | 1914           |
| Cylindrosporium pseudoplatani       | (Roberge ex Desm.) Died.             | 1915           |
| Cylindrosporium pulchrum            | Speg.                                | 1882           |
| Cylindrosporium pulveraceum         | (Speg.) Sacc.                        | 1884           |
| Cylindrosporium pyri                | Sorokīn                              | 1886           |
| Cylindrosporium quercinum           | J.C. Carter                          | 1941           |
| Cylindrosporium quercus             | Sorokīn                              | 1886           |
| Cylindrosporium ramicola            | Laubert                              | 1928           |
| Cylindrosporium ranunculi           | J. Schröt.                           | 1897           |
| Cylindrosporium rhamni              | Ellis & Everh.                       | 1895           |
| Cylindrosporium rosae               | Vasyag.                              | 1971           |
| Cylindrosporium rubi                | Ellis & Morgan                       | 1885           |
| Cylindrosporium rubianum            | Ibrah. & T.M. Achundov               | 1955           |
| Cylindrosporium saccharinum         | Ellis & Everh.                       | 1889           |
| Cylindrosporium salicifoliae        | (Trel.) Davis                        | 1919           |
| Cylindrosporium salicinum           | (Peck) Dearn.                        | 1917           |
| Cylindrosporium salviifolii         | Bernaux                              | 1949           |
| Cylindrosporium saponariae          | Roum.                                | 1885           |
| Cylindrosporium saximontanense      | Solheim                              | 1950           |
| Cylindrosporium scirpi              | Pavgi & L. Singh                     | 1977           |
| Cylindrosporium scirpivorum         | R. Sprague                           | 1958           |
| Cylindrosporium scrophulariae       | Sacc. & Ellis                        | 1882           |
| Cylindrosporium securidacae         | Chardón                              | 1946           |
| Cylindrosporium septatum            | Romell                               | 1892           |
| Cylindrosporium septorioides        | Speg.                                | 1889           |
| Cylindrosporium serebrianikowii     | (Bubák) Bubák                        | 1915           |
| Cylindrosporium shepherdiae         | Sacc.                                | 1913           |
| Cylindrosporium sibiricum           | Dearn. & Bisby                       | 1928           |
| Cylindrosporium siculum             | Briosi & Cavara                      | 1904           |
| Cylindrosporium silenes             | Unamuno                              | 1942           |
| Cylindrosporium silenicola          | Woron.                               | 1927           |
| Cylindrosporium simile              | Peck                                 | 1910           |
| Cylindrosporium smilacinae          | Ellis & Everh.                       | 1900           |
| Cylindrosporium smilacis            | Ellis & Everh.                       | 1900           |
| Cylindrosporium solitarium          | Heald & F.A. Wolf                    | 1911           |
| Cylindrosporium spigeliae           | Dearn. & House                       | 1915           |
| Cylindrosporium spiraeae-thunbergii | Miura ex Tak. Kobay.                 | 1979           |
| Cylindrosporium spiraeicola         | Ellis & Everh.                       | 1900           |
| Cylindrosporium stachydis           | Ellis                                | 1893           |
| Cylindrosporium steironematis       | G.F. Atk.                            | 1897           |
| Cylindrosporium subcuticulare       | Vassiljevsky                         | 1950           |
| Cylindrosporium swidae              | Ibrah. & T.M. Achundov               | 1955           |
| Cylindrosporium tenuisporum         | Heald & F.A. Wolf                    | 1911           |
| Cylindrosporium thalictrinum        | Woron.                               | 1927           |
| Cylindrosporium torquens            | Sacc.                                | 1915           |
| Cylindrosporium toxicodendri        | (M.A. Curtis) Ellis & Everh.         | 1894           |
| Cylindrosporium transcaucasicum     | Ibrah. & T.M. Achundov               | 1955           |
| Cylindrosporium tremulae            | (Höhn.) Vassiljevsky                 | 1950           |
| Cylindrosporium triflori            | H.C. Greene                          | 1944           |
| Cylindrosporium triostei            | Kellerm. & Swingle                   | 1889           |
| Cylindrosporium tristaniae          | (Henn.) Died.                        | 1915           |
| Cylindrosporium tubebujae           | Sacc. & P. Syd.                      | 1899           |
| Cylindrosporium tubeufianum         | Allesch.                             | 1895           |
| Cylindrosporium tulipae             | Annal.                               | 1977           |
| Cylindrosporium typhae              | Sacc.                                | 1915           |
| Cylindrosporium uljanishchevii      | Ibrah. & T.M. Achundov               | 1955           |
| Cylindrosporium ulmicola            | Ellis & Everh.                       | 1894           |
| Cylindrosporium umbelliferarum      | Wehm.                                | 1947           |
| Cylindrosporium urticae             | Dearn.                               | 1924           |
| Cylindrosporium utahense            | Solheim                              | 1970           |
| Cylindrosporium vaccariae           | Annal.                               | 1975           |
| Cylindrosporium vaccarianum         | Sacc.                                | 1917           |
| Cylindrosporium vaccinii            | H.C. Greene                          | 1958           |
| Cylindrosporium vagnerae            | (Petr.) Vassiljevsky                 | 1950           |
| Cylindrosporium vagnerae            | H.C. Greene                          | 1951           |
| Cylindrosporium veratrinum          | Sacc. & G. Winter                    | 1882           |
| Cylindrosporium verbenae            | T.M. Achundov                        | 1955           |
| Cylindrosporium vermiiforme         | Davis                                | 1915           |
| Cylindrosporium viciae              | Miura                                | 1928           |
| Cylindrosporium viciae-urijugae     | Sawada                               | 1958           |
| Cylindrosporium vicii               | Miura                                |                |
| Cylindrosporium violae              | Sacc.                                | 1897           |
| Cylindrosporium viridis             | Ellis & Everh.                       | 1889           |
| Cylindrosporium viticis             | Woron.                               | 1915           |
| Cylindrosporium yuccae              | Montemart.                           | 1915           |
| Cylindrosporium ziziae              | Ellis & Everh.                       | 1891           |